# Кратеропа асамська
Кратеро́па асамська (Argya longirostris) — вид горобцеподібних птахів родини Leiothrichidae. Мешкає в Гімалаях.

## Опис
Довжина птаха становить 20-21 см. Забарвлення переважно коричневе. Хвіст довгий, дзьоб чорнуватий, дещо вигнутий. Від дзьоба до очей ідуть світлі смуги, над очима світлі "брови". Очі блакитнуваті.

## Поширення і екологія
Асамські кратеропи мешкають в Індії, Непалі, Бангладеш і М'янми. Вони живуть на пасовищах і на луках, зокрема на заплавних. Зустрічаються на висоті до 1200 м над рівнем моря. Живляться переважно комахами. Сезон розмноження триває з березня по червень. Гніздо чашоподібне, зроблене з трави. В кладці від 3 до 5 яєць.

## Збереження
МСОП класифікує цей вид як вразливий. За оцінками дослідників, популяція асамських кратероп становить від 2500 до 10000 птахів. Їм загрожує знищення природного середовища.